# Peveril du Pic
Peveril du Pic (en anglais, Peveril of the Peak) est un roman historique de l'auteur écossais Walter Scott, paru le 7 janvier 1823 sous la signature « par l'auteur de Waverley, Kenilworth, etc. » Le récit a pour cadre l'Angleterre et l'île de Man au XVIIe siècle. C'est le plus long des romans de Scott.
Il évoque brièvement les trois guerres civiles ayant opposé les « Cavaliers » aux « Têtes rondes » de 1642 à 1651, puis la Restauration en 1660. Il concentre l'action principale sur l'année 1679, au plus fort du prétendu « complot papiste », rumeur générant des persécutions contre les catholiques. 
L'amitié improbable entre le Cavalier sir Geoffrey et le Tête ronde Bridgenorth se renforce pendant la guerre civile. La haine s'installe entre eux à la Restauration. Le personnage central, le jeune Julian Peveril, incarne le bon sens et le juste milieu. Il aime son père, sir Geoffrey. Il aime celui qu'il voudrait pour beau-père, Bridgenorth. Mais il ne souscrit pas aux dérèglements d'esprit des deux hommes : son père est méprisant, aveuglé par les préjugés ; Bridgenorth finit par tomber dans le fanatisme religieux. C'est l'affrontement de ces deux formes d'intolérance qui a provoqué en Angleterre neuf années de massacres. 

## Genèse

### Écriture

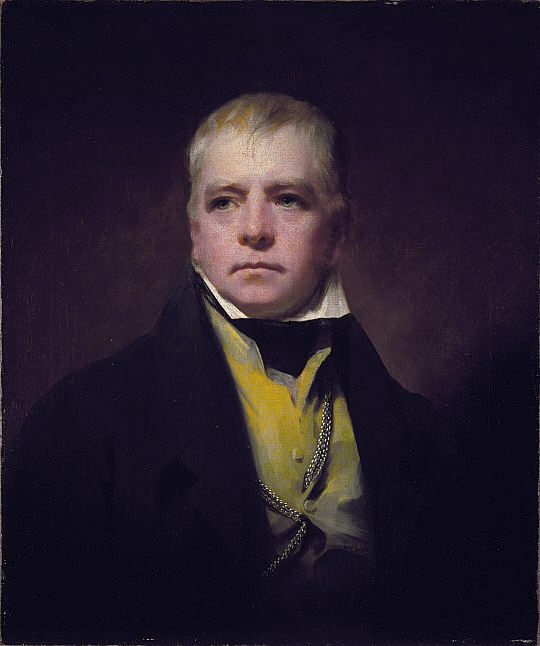
Walter Scott à 51 ans, en 1822, année où il écrit Peveril du Pic.

En mai 1822, lors de la parution des Aventures de Nigel, Scott a déjà bien avancé dans l'écriture de Peveril du Pic. Deux événements viennent alors perturber son travail…
- Il s'investit beaucoup dans la réception à Édimbourg du roi George IV. Cette première visite en Écosse d'un souverain hanovrien (août 1822) est importante. Elle scelle la réconciliation entre deux peuples après de sanglants événements (révoltes jacobites et répression consécutive), réconciliation à laquelle Scott œuvre en fait à travers chacun de ses romans[2].
- L'auteur, déjà épuisé par le travail, est très affecté par la mort de son ami William Erskine (en) (14 août 1822)[1].

Dès lors, travailler sur Peveril du Pic devient pour lui une corvée. Il rejoint l'avis de l'imprimeur et coéditeur Ballantyne, qui juge que l'intrigue se traîne. Par besoin d'argent, il décide néanmoins de poursuivre. Il est presque arrivé au terme des trois habituels volumes, quand il sent un brusque regain d'inspiration. Sourd aux protestations de ses éditeurs qui font valoir le coût de l'entreprise, il écrit un quatrième volume.

### Publication
Peveril of the Peak (Peveril du Pic), le plus long des romans de Scott, paraît en quatre volumes le 7 janvier 1823, sous la signature « par l'auteur de Waverley, Kenilworth, etc. » :
- à Édimbourg, chez Archibald Constable and Co. ;
- à Londres, chez Hurst, Robinson and Co[1].

## Préface
En 1820, pour l'introduction du Monastère et pour celle de L'Abbé, Scott crée un personnage de fantaisie, le capitaine Clutterbuck, amateur d'antiquités. On le retrouve dans l'introduction de 1822 aux Aventures de Nigel. Il écrit à un certain docteur Dryasdust en rapportant un entretien qu'il prétend avoir eu avec « l'auteur de Waverley ». L'introduction de Peveril du Pic est une lettre de Dryasdust à Clutterbuck, une « lettre servant de préface » où Dryasdust, ne voulant pas être en reste, imagine à son tour un entretien avec « l'auteur de Waverley ».

## Contexte historique

### Les guerres civiles
La Première Révolution anglaise (1641-1649) donne lieu, de 1642 à 1651, à trois guerres civiles opposant les « Cavaliers » (royalistes) aux « Têtes rondes » (parlementarians puritains). En 1649, Charles Ier est décapité. Une république voit le jour. La victoire décisive est remportée par les Têtes rondes à Worcester, le 3 septembre 1651. La monarchie n'est restaurée qu'en mai 1660. Le nouveau roi Charles II et le Parlement, par l’Act of Indemnity and Oblivion, accordent une amnistie.

### Révolte dans l'île de Man

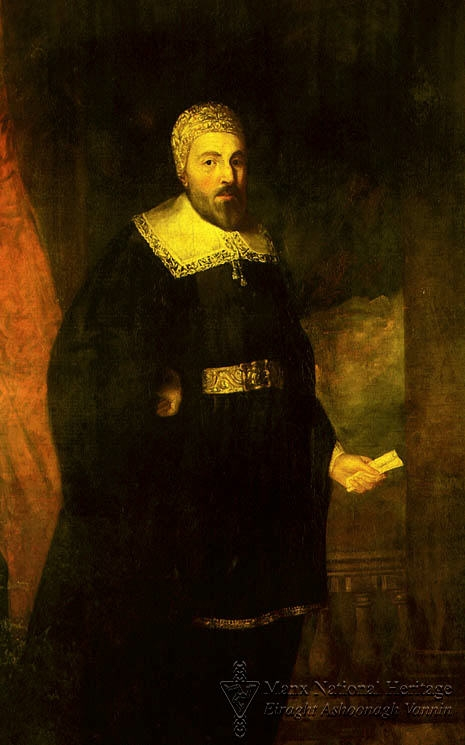
William Christian, dit Illiam Dhone, chef de la révolte contre la comtesse de Derby.

Le seigneur de Man, James Stanley, 7e comte de Derby, combat pour la cause royale dès 1642. Après la bataille de Worcester, il est capturé par les républicains. Son épouse, Charlotte de La Trémoille, est soupçonnée d'avoir négocié sa libération contre la capitulation de l'île. La population de Man s'insurge alors contre elle, sous la conduite du receveur général William Christian, dit Illiam Dhone. En Angleterre, le 15 octobre 1651, James Stanley est exécuté. Le 2 novembre, le Long Parlement désigne Thomas Fairfax comme administrateur de Man. La comtesse de Derby quitte l'île. Man se rend le 2 novembre.
En 1657, le 2e duc de Buckingham épouse Mary, la fille de Thomas Fairfax. À la Restauration, en mai 1660, Fairfax, bien que passé entre-temps au service de Charles II, perd la concession de l'île. Le 8e comte de Derby, Charles Stanley, fils de James, devient seigneur de Man. Il fait traîner en justice ceux qui ont participé à la révolte contre sa mère. William Christian est arrêté à Londres, transféré à Man, jugé sommairement et exécuté le 2 janvier 1663.

### Le «complot papiste»

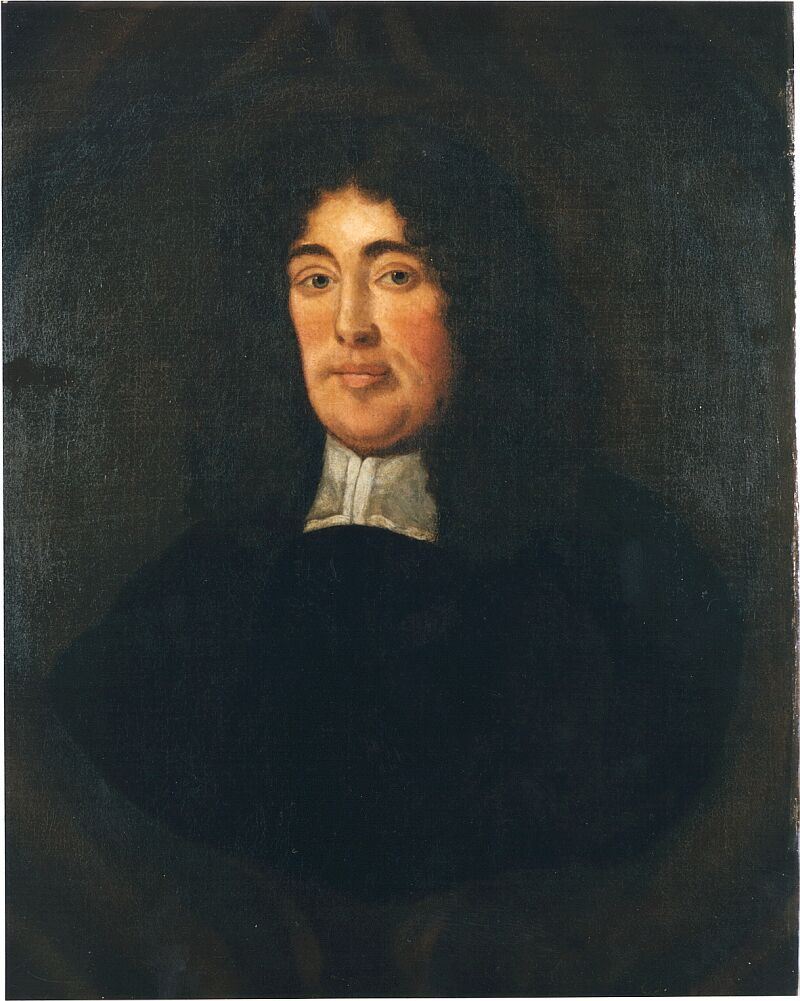
Titus Oates, qui invente de toutes pièces le « complot papiste ».

L'action principale du roman est liée au prétendu « complot papiste », dont la rumeur suscite des persécutions contre les catholiques de 1678 à 1681 : les jésuites sont accusés par Titus Oates de préparer l'assassinat de l'anglican Charles II pour le remplacer par son frère, le catholique Jacques, duc d'York (le futur Jacques II).

### Le comte de Shaftesbury
Le 15 mai 1679, le comte de Shaftesbury présente à la Chambre basse l’Exclusion Bill, un projet de loi visant à exclure Jacques de la succession. Sans parler de ce projet de loi, Scott place le comte de Shaftesbury au centre de l'intrigue anti-catholique destinée à changer les gouvernants — et favorisant dans ce but la rumeur de complot papiste.

### Libertés prises par Scott
Scott prend quelques libertés avec l'Histoire.
- L'exécution de William Christian a lieu réellement en 1663[12], non en 1660.
- Charlotte de La Trémoille, comtesse de Derby, est en réalité huguenote, non catholique[20]. Elle meurt en 1664[21] (dans le roman, elle vit toujours en 1679).
- Philip, comte de Derby, fils de Charlotte, n'a pas existé. De 1651 à 1672, le 8e comte de Derby est Charles Stanley. De 1672 à 1702, le 9e comte de Derby est William Stanley, petit-fils — et non fils — de Charlotte.
- Mary Fairfax, duchesse de Buckingham, meurt en 1704[22], non en 1679 comme dans le roman.

## Dates et lieux du roman

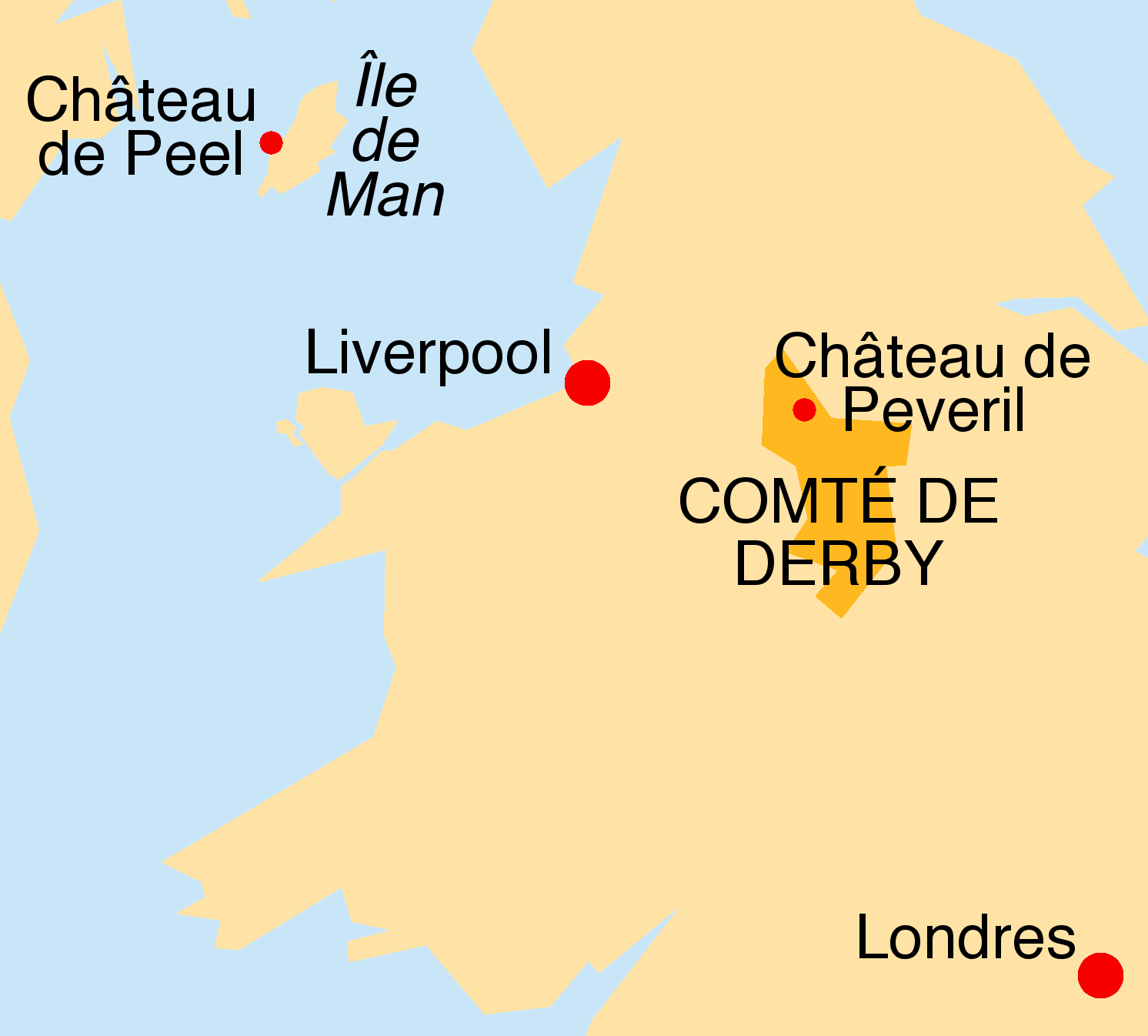
Lieux du récit.

Scott évoque d'abord rapidement les guerres civiles (1642 à 1651). Alice Bridgenorth naît à la fin de l'année 1658. En mai 1660, Charles II revient d'exil. Cette année-là, se situe la brouille entre Bridgenorth et sir Geoffrey. En 1665, Julian, âgé de dix ans, est envoyé dans l'île de Man. L'action principale se place en 1679. Elle est liée aux rumeurs de complot papiste et aux persécutions contre les catholiques (1678 à 1681).
Le récit débute au « château de Martindale », inspiré du château de Peveril, situé dans le nord de l'ancien comté de Derby, en Angleterre. Aujourd'hui en ruine, il surplombe Castleton, village entre Stockport et Sheffield. Le château de Peel, lui aussi en ruine, est sur la petite île de Saint-Patrick, reliée par une chaussée à la côte ouest de l'île de Man. Quand il quitte Man, Julian débarque à Liverpool, et fait route vers Londres en passant par le comté de Derby. La deuxième partie du récit se déroule à Londres.

## Résumé

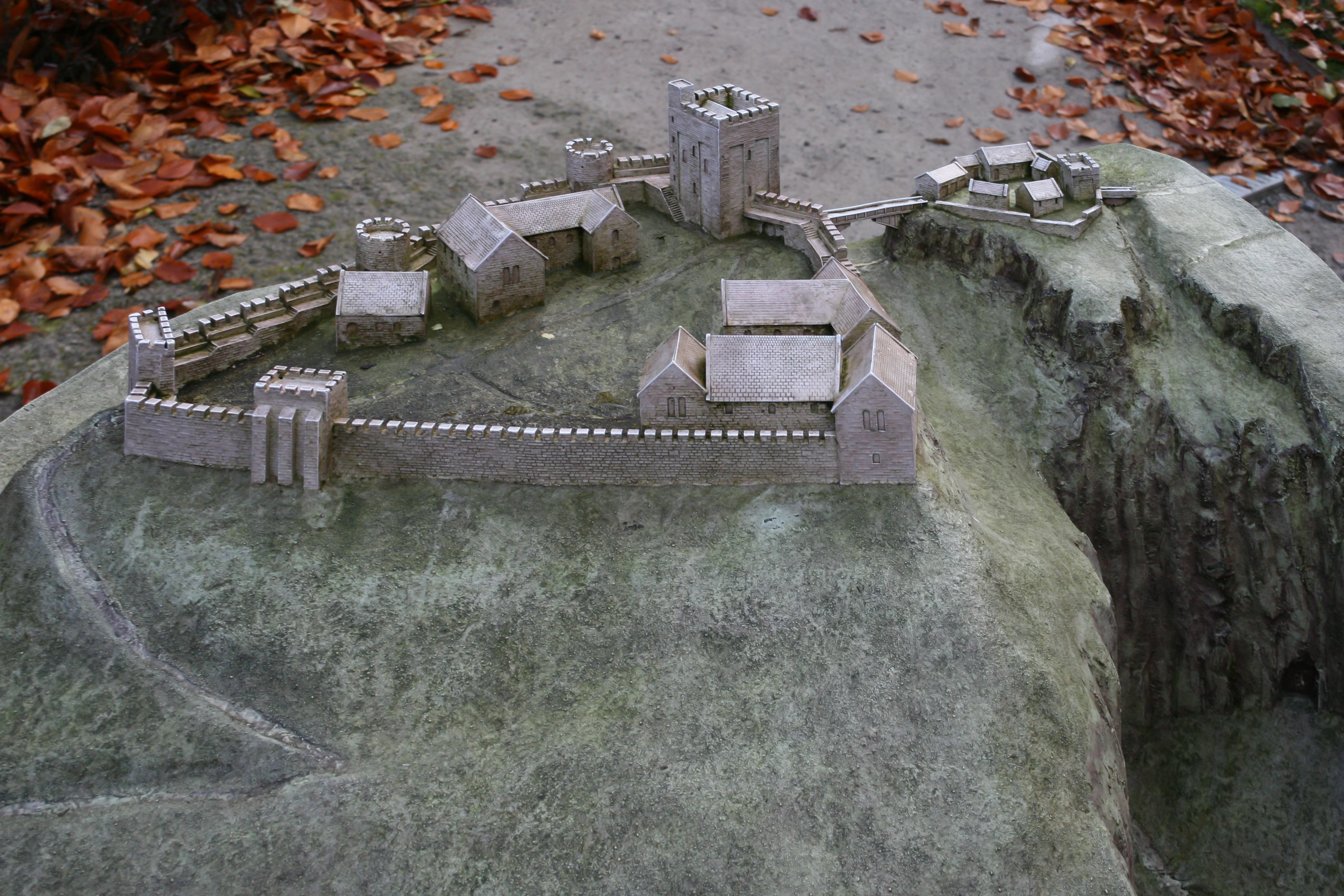
Maquette du château de Peveril (château de Martindale, dans le roman).

### Deux amis
Sir Geoffrey Peveril du Pic est un Cavalier. Son voisin, le major Bridgenorth, riche héritier, est un Tête ronde. Curieusement, leur « sorte d'amitié » va se renforcer au cours de la guerre civile. Le major sauve sir Geoffrey de l'échafaud. Et lady Margaret, l'épouse de sir Geoffrey, recueille la fille de Bridgenorth, Alice, orpheline de mère, et de santé chancelante. Lady Margaret soigne l'enfant, et l'élève auprès de son propre fils, Julian. Chaque jour, sir Geoffrey vient rassurer le major sur l'état de santé de la petite fille.

### L'ingratitude de sir Geoffrey

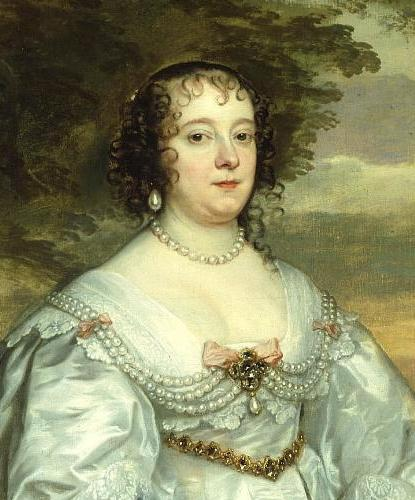
Charlotte de La Trémoille, comtesse de Derby.

Ce n'est qu'en 1660, à la Restauration, qu'un incident va provoquer la brouille des deux amis. La comtesse de Derby, reine de l'île de Man, vient demander asile à lady Margaret, sa belle-sœur : ayant fait exécuter le rebelle William Christian, elle est poursuivie pour avoir violé l'amnistie proclamée au nom de Charles II. Sir Geoffrey arme une petite troupe pour conduire la comtesse en sécurité. Le major Bridgenorth — qui est juge de paix et le beau-frère de William Christian — les rattrape. Il est jeté à bas de son cheval par sir Geoffrey. Le lendemain, le major retire la garde de sa fille à lady Margaret et prend la gouvernante, Deborah, à son service. Sir Geoffrey, sentant qu'il a humilié son ami, a l'idée saugrenue de tenter une réconciliation en lui adressant un cartel. Par principe religieux, le major refuse le duel, et quitte la région.

### L'idylle
Cinq ans plus tard, Julian Peveril, fils de lady Margaret et de sir Geoffrey, est envoyé dans l'île de Man chez sa tante, la comtesse de Derby. Il y grandit, éduqué auprès du fils de la comtesse. Un jour, Deborah, son ancienne gouvernante, le reconnaît. Elle vit dans l'île, dans une maison appartenant à la veuve de William Christian, en compagnie d'une jeune fille dont Julian s'éprend. Deborah finit par révéler à Julian que cette beauté, la nièce de la veuve, n'est autre qu'Alice Bridgenorth, sa compagne d'enfance et la fille d'un homme humilié par sir Geoffrey. Julian estime que la Providence les a destinés l'un à l'autre, et que le différend entre les deux familles ne peut empêcher leur union. Il décide d'en parler à ses parents. Les approches sont particulièrement décourageantes.
Les choses se présentent mieux du côté du major Bridgenorth, qui a pourtant bien changé, qui est devenu un fanatique. S'il hait sir Geoffrey, il porte une véritable dévotion à lady Margaret, qui a sauvé sa fille. Il ne veut voir en Julian que le fils de lady Margaret, et se montre favorable à une union avec Alice.

### Le «complot papiste»
En Angleterre se propage la rumeur d'un « complot papiste », présenté comme « infâme, sanguinaire, impie, tramé pour le rétablissement du papisme, le meurtre du roi, et le massacre général de tous les bons protestants ». Une hystérie anti-catholique se déchaîne dans la population. Plusieurs nobles catholiques sont déjà « logés dans la Tour ». La comtesse de Derby et son fils sont soupçonnés d'être impliqués.
Pour découvrir l'origine de cette accusation, Julian décide de se rendre à Londres, muni de courriers de la comtesse. Il débarque dans une Angleterre en proie à la suspicion, à l'espionnage et aux faux témoignages de délateurs de profession. Julian apprend que son père, qui n'est même pas catholique, va être arrêté pour implication dans le complot (on cherche en réalité à le neutraliser en tant que chaud défenseur de la comtesse de Derby). Julian se dirige aussitôt vers le château familial. Mais, à la halte du soir, deux individus lui administrent un narcotique, s'emparent des courriers dont il est porteur et déchargent ses pistolets, n'y laissant que la bourre.
Au château, Julian intervient au moment de l'arrestation de son père. Il tire un coup de pistolet à la tête d'un homme qui se révèle être Bridgenorth. Celui-ci a le visage noirci de poudre, les cheveux brûlés, mais il est toujours vivant. Tandis que son père est conduit à Londres, Julian est emmené par Bridgenorth. Avant de lui rendre sa liberté, le major lui apprend qu'Alice part le jour même pour Londres sous la protection d'Edward Christian (frère de William Christian), l'un des personnages qui ont détroussé Julian.
Dans une auberge, le jeune homme surprend une conversation entre l'élégant lord Saville et le comparse d'Edward Christian, un nommé Chiffinch, le rabatteur de femmes de Charles II. Lord Saville fait boire Chiffinch, pour lui délier la langue. Julian apprend ainsi que Chiffinch et Edward Christian sont impliqués dans une intrigue du comte de Shaftesbury. Il apprend aussi que la cabale anti-catholique vient de subir un revers, car les délateurs sont allés trop loin : ils ont non seulement accusé le médecin de la reine d'avoir voulu empoisonner le roi, mais ils ont présenté la reine comme sa complice. Le roi est intervenu. Le médecin a été acquitté (18 juillet 1679). Certains commencent à regarder le « complot papiste » comme une pure invention. Or, Shaftesbury a besoin de toute la vigueur de cette rumeur de complot pour diaboliser les catholiques, écarter du trône Jacques, le frère du roi, et changer les gouvernants.

### Complot contre la favorite

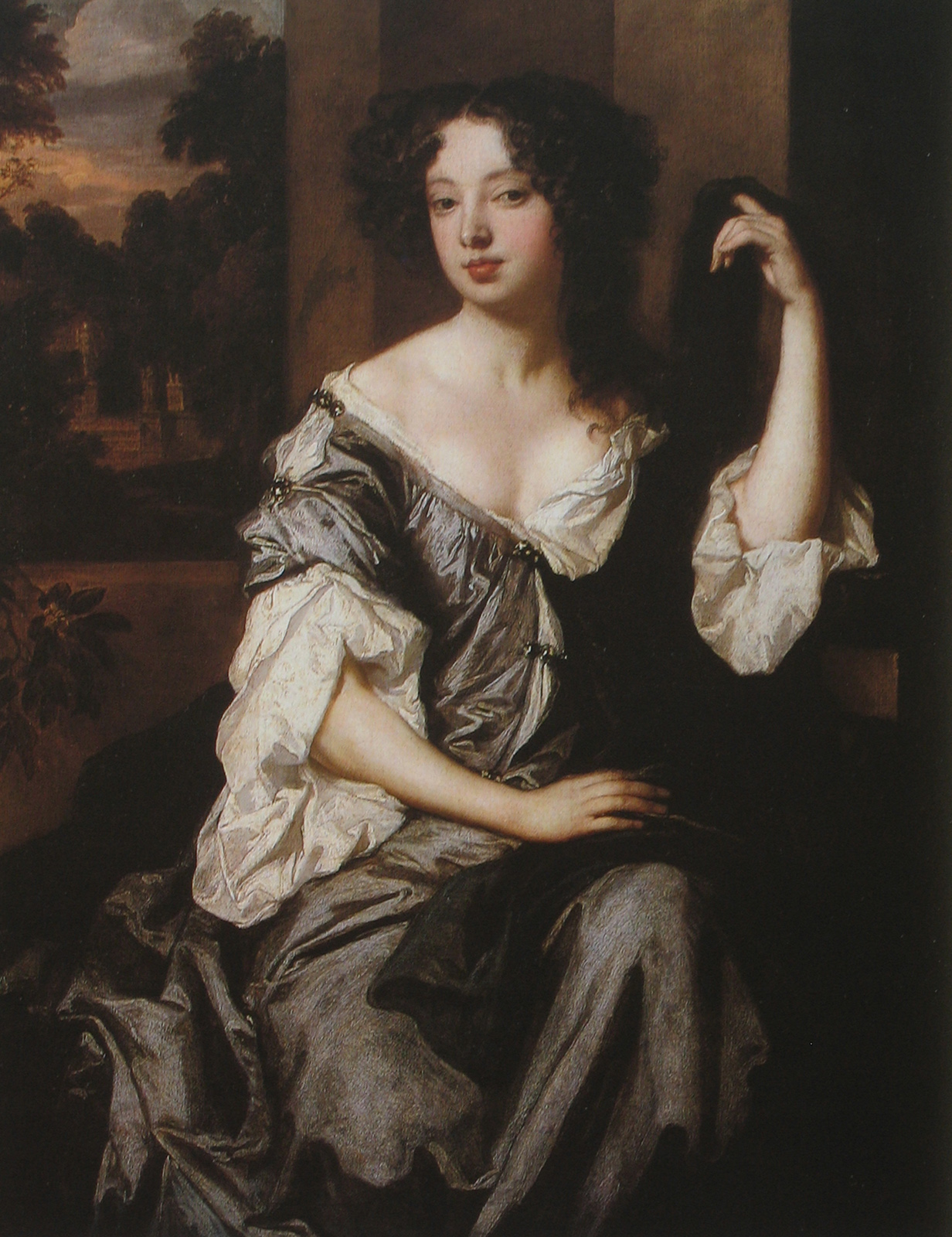
Louise de Keroual (de Querouaille, dans le livre), favorite de Charles II.

La catholique Louise de Querouaille, la favorite, a de l'influence sur le roi. Aussi les conjurés veulent-ils la remplacer par la puritaine Alice Bridgenorth. Pour y parvenir, Edward Christian réussit à obtenir l'appui du duc de Buckingham.
Mais l'inconstant Buckingham ne se satisfait pas d'être la marionnette de Christian. Il décide de découvrir Alice et d'en faire sa créature, avant de la céder au roi : « Et je commanderai à celle qui commandera à Charles. »
À Londres, Julian retrouve Fenella, jolie suivante sourde et muette de la comtesse de Derby. La jeune fille, grâce à son talent de danseuse, le met en présence du roi. Séduit par la grâce de Fenella, le roi les dirige tous deux sur le pavillon de plaisir tenu par la maîtresse de Chiffinch. Or, c'est là qu'Alice est retenue. C'est là que Buckingham la presse de céder à ses ardeurs. Alice tente de s'enfuir, poursuivie par le duc, et tous deux se trouvent soudain nez à nez avec le roi et Julian. Le roi, mécontent, n'entend pas laisser Buckingham lui griller la politesse. Mais Alice, n'ayant pas plus confiance dans le roi que dans Buckingham, n'accepte d'autre protecteur que Julian. Celui-ci remet au roi les lettres de la comtesse de Derby, et il part avec Alice et Fenella, laissant mortifiés les deux chauds soupirants.

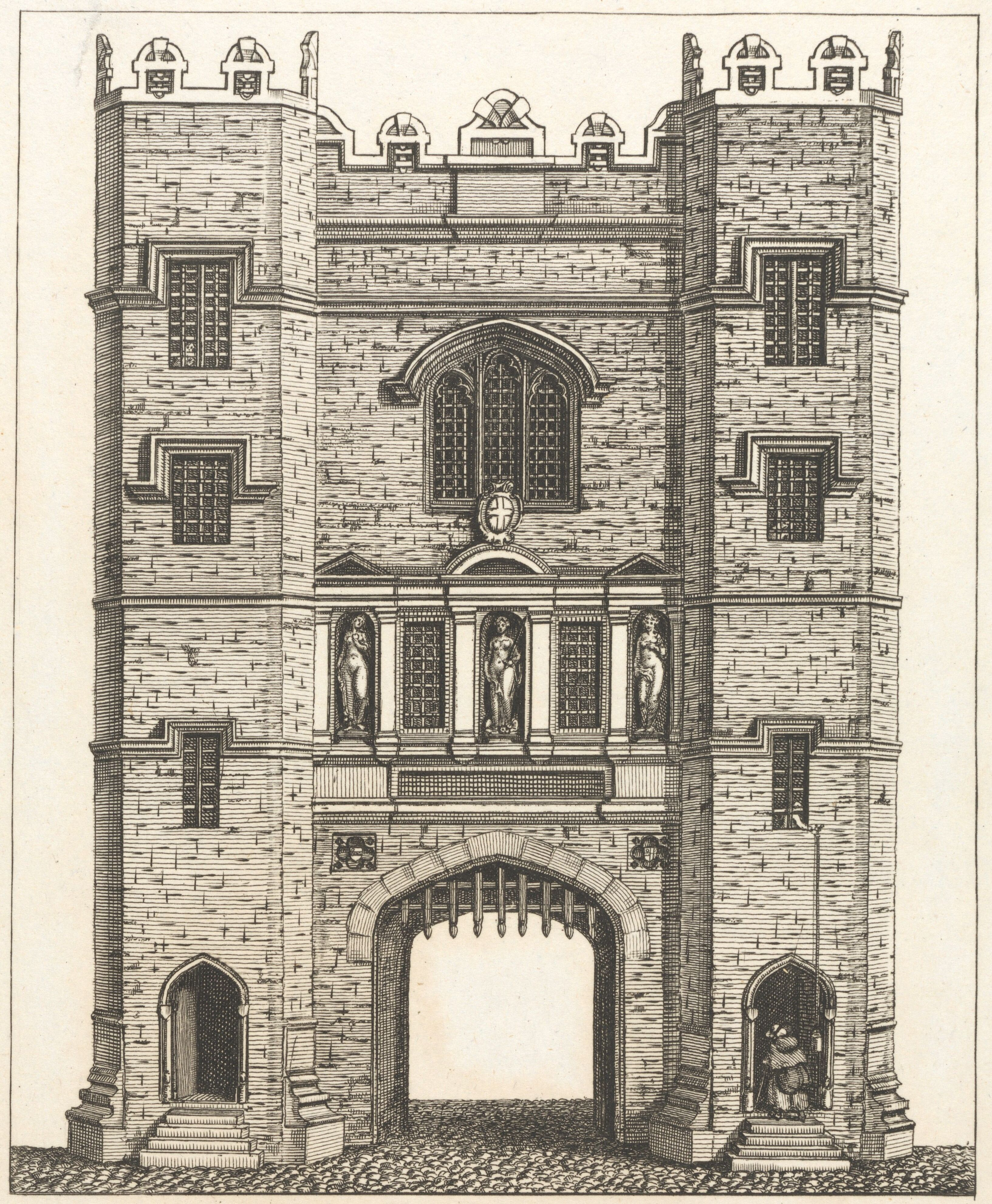
La prison de Newgate, à Londres.

En chemin, il est provoqué par deux spadassins de Buckingham. Tandis qu'il ferraille contre l'un d'eux, l'autre enlève Alice. Julian passe son épée au travers du corps de son adversaire. Il est arrêté. Le juge voit en lui un dangereux papiste. Julian est conduit à la sinistre prison de Newgate, où il partage la cellule de Geoffrey Hudson, qui fut le nain d'Henriette de France.

### Buckingham s'allie à la favorite
Pendant ce temps, Louise de Querouaille est informée du complot ourdi contre elle. Elle s'allie au versatile Buckingham, ce qui réduit à néant le complot. Louise presse Buckingham de dérober Alice aux yeux du roi.
Le duc se rend alors dans « le couvent », l'appartement où il retient Alice prisonnière. Il y trouve Fenella, qui a aidé Alice à s'enfuir, qui a pris sa place, et qui s'enfuit à son tour.
Le duc d'Ormond attire l'attention de Charles II sur l'ingratitude dont celui-ci fait preuve à l'égard de fidèles qui ont tout sacrifié à la cause royale et qui se trouvent à présent dans le dénuement — ou même emprisonnés, attendant la mort, comme sir Geoffrey. Le soir même, le roi paraît enfin « sortir de sa léthargie ». Il imagine des ruses pour que, dans le procès de sir Geoffrey, la conduite des conseils de la Couronne (le parquet) et même celle du juge soient infléchies : il fait courir le bruit de la disgrâce de lord Shaftesbury, l'un des inventeurs du prétendu complot papiste ; il conserve des preuves, convoque des témoins pour le jour où ils doivent comparaître, etc.

### Le Lord Chief Justice sent le vent tourner

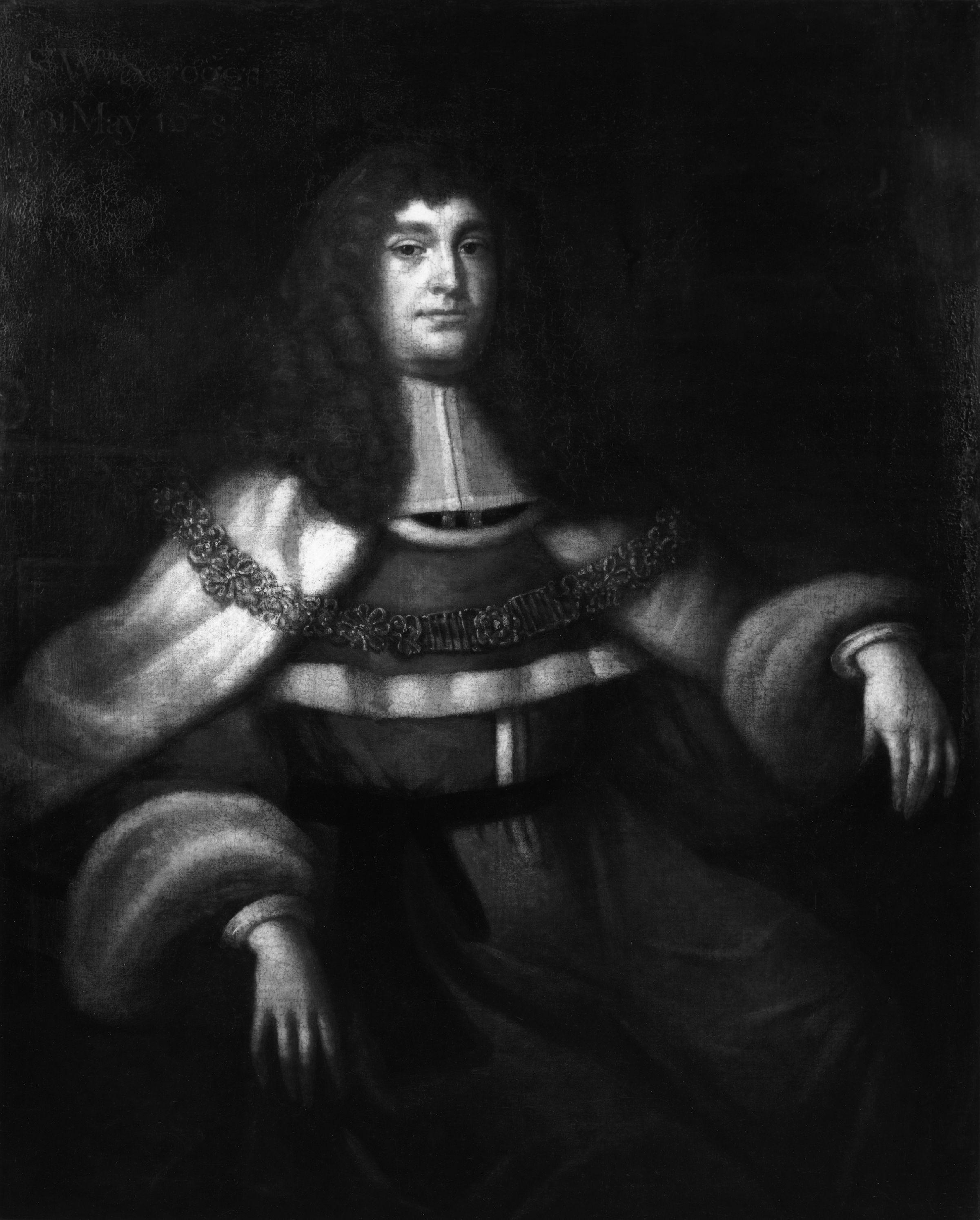
William Scroggs, Lord Chief Justice.

Sir Geoffrey, Julian et Geoffrey Hudson comparaissent devant la cour du Banc du roi, à Westminster. Le Lord Chief Justice, William Scroggs (en), est dans un grand embarras. Il a fait preuve jusqu'ici d'une farouche partialité, favorisant effrontément les accusations de Titus Oates et des délateurs professionnels. Mais « plein de sagacité pour découvrir les signes des temps », il commence à se demander si le vent n'est pas en train de tourner. Le matin même, un confrère l'a prévenu de ce que le crédit de lord Shaftesbury auprès du roi était singulièrement tombé. Le magistrat se retrouve dans une position délicate. Ayant habitué le public à ses violences contre les accusés, il doit sauvegarder les apparences. De plus, le bas peuple croyant encore fermement au complot, nul ne peut encore dire comment les choses vont évoluer. Le juge va donc devoir ménager la chèvre et le chou, et faire preuve pour la première fois d'une relative impartialité.
Le docteur Titus Oates paraît comme témoin. Il rappelle l'existence d'un complot tramé par les catholiques pour renverser le gouvernement et assassiner le roi. Puis il s'en prend particulièrement à la comtesse de Derby. Il l'a vue un jour, dit-il, sortir de son sein le couteau de boucher qu'elle disait destiné à tuer le roi. À la surprise générale, le juge ose mettre en doute ce témoignage, s'étonnant de ce que le docteur Oates n'ait jamais encore mentionné un épisode si important. Ensuite, il reproche au procureur général de ne pouvoir produire ni preuves ni témoins dignes de foi ; d'autant que — sans que Charles II y soit pour rien — l'important témoin à charge Bridgenorth s'est abstenu de paraître, car il est reconnaissant à Julian d'avoir sauvé Alice. Le jury déclare innocents les trois accusés.

### Buckingham impliqué dans un projet d'insurrection

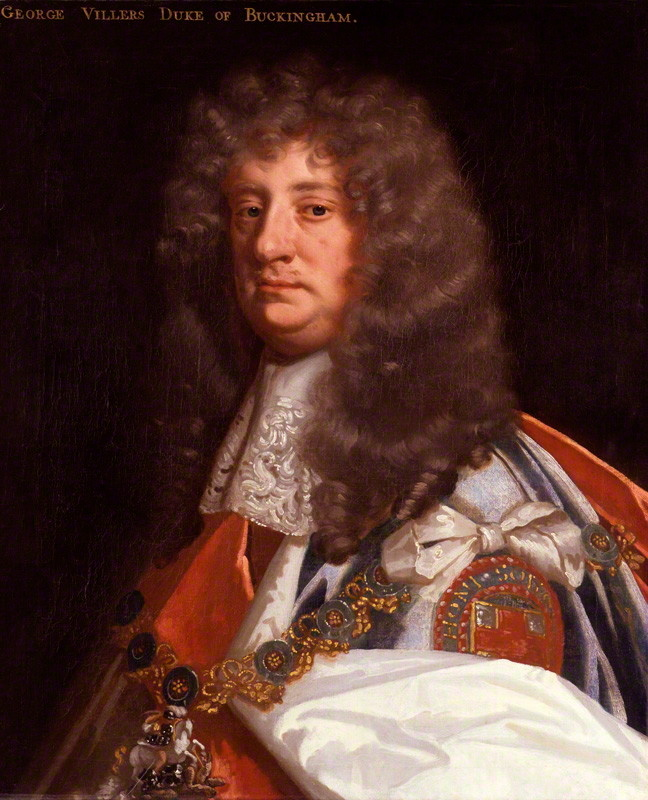
George Villiers, 2e duc de Buckingham.

La foule n'est pas satisfaite. Au sortir du tribunal, elle agresse les trois prétendus papistes, qui trouvent refuge dans une maison appartenant à Bridgenorth. Celui-ci les retient prisonniers. Il est devenu le chef de la Cinquième Monarchie. Voulant mettre en place un gouvernement théocratique, il prépare une insurrection avec Christian et 200 fanatiques armés, qui se disposent à attaquer le palais de Whitehall.
Christian négocie l'appui de Buckingham, qui deviendrait dans l'affaire Lord Lieutenant du royaume. Des musiciens allemands, protégés du duc, auront des armes dans leurs étuis d'instrument et s'assureront de la personne de Charles II. Buckingham insiste pour qu'il ne soit fait aucun mal au roi.
Mais Fenella retire armes et munitions d'un étui de basse de viole, et y fait entrer le nain Geoffrey Hudson. Transporté au palais par les « musiciens », Hudson surgit devant la cour, et dévoile toute l'affaire au roi, qui prend des mesures pour prévenir l'insurrection. Soupçonné de haute trahison, Buckingham est convoqué au palais. Informés de ce que tout Whitehall est en armes, les insurgés renoncent, et se dispersent.
Arrivé devant le roi, Buckingham paie d'effronterie, prétendant qu'il a voulu offrir un divertissement à la cour en cachant dans l'étui Fenella et quelques feux d'artifice, et que Fenella s'est fait remplacer par Geoffrey Hudson. Comme l'existence du complot ne repose que sur les dires de ce dernier, Buckingham se charge de mettre en pièces, à grand renfort de mépris insultant, la crédibilité du témoin. Le roi, qui finit toujours par tout pardonner à Buckingham, ne demande pas mieux que de voir les apparences ainsi sauvées.
Bridgenorth a rendu leur liberté aux deux Peveril. Convoqués devant le roi, ils sont interrogés sur tout ce qui s'est passé dans la maison où ils étaient retenus. Julian dit avoir vu dans la chapelle une assemblée d'hommes armés écoutant les violents discours d'un prédicateur ; mais ces hommes se sont séparés avant que son père et lui-même ne soient libérés.
Le roi conclut à l'innocence de Buckingham : la déclaration de Geoffrey Huston n'est pas crédible, celle des deux Peveril ne met pas le duc en cause, et Fenella confirme la version de Buckingham.
En réalité, le roi n'est nullement abusé. Il prend Buckingham à part, et lui confie qu'il a reconnu le sinistre colonel Blood, aventurier à la solde du duc, au nombre de ses prétendus musiciens allemands. Buckingham avoue. Le roi lui pardonne, car il ne le croit pas capable d'avoir voulu attenter à sa personne. Il lui demande simplement de se marier, et de se retirer dans une de ses terres.
La comtesse de Derby apprend au roi que Bridgenorth s'est exilé, donnant tous ses biens à sir Geoffrey à condition que celui-ci accepte le mariage d'Alice et de Julian. Le roi, qui est quelque peu avare, voit là un moyen de récompenser à bon compte sir Geoffrey. Il promet d'intercéder auprès de son vieux fidèle : « Sir Geoffrey Peveril a tant perdu pour notre service qu'il est impossible qu'il refuse d'avoir égard à notre intercession, quand elle aura pour but de l'indemniser de toutes ses pertes. »

## Personnages

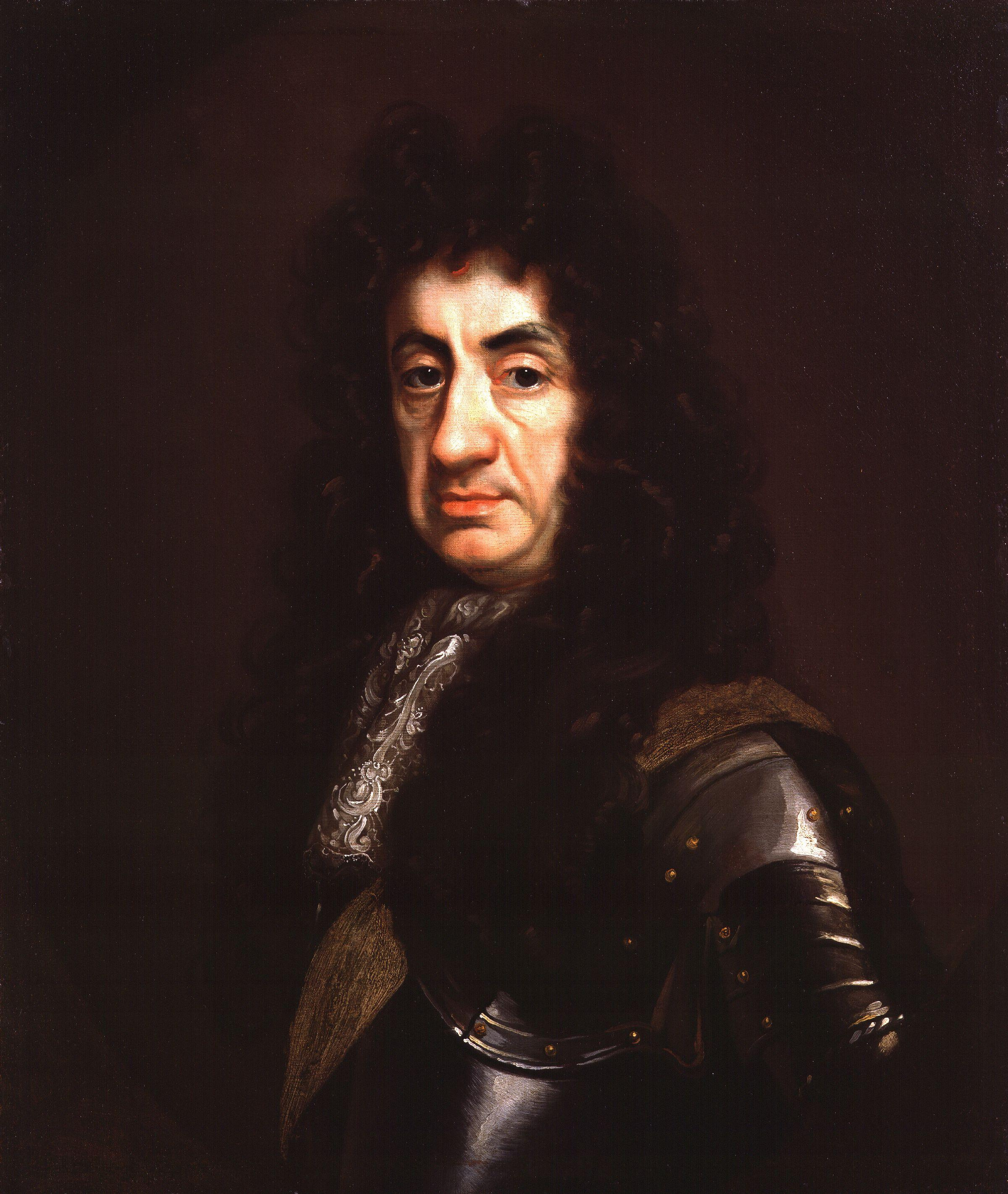
Charles II.

Les 108 personnages — dont bon nombre sont historiques — constituent une galerie de figures mémorables.
- Charles II, dit « le vieux Rowley ». Personnage historique. Anglican. Joyeux monarque. S'est rendu populaire en bannissant de sa cour l'étiquette cérémonieuse. Affable et gai. De l'indifférence et de la bonne humeur. Voluptueux aimable, compagnon enjoué. Une urbanité franche et gracieuse qui lui gagne le cœur de tous ceux qui l'approchent. Se fie aux grâces naturelles de sa bonhomie pour gommer le mauvais effet de comportements injustifiables[31]. Bon. Un caractère de douceur, de l'empire sur ses passions. Facile à apaiser. Un air de calme et d'aisance. Des manières pleines de dignité. L'esprit vif. De la bizarrerie. Brave par tempérament. Avare, afin de pourvoir à ses prodigalités. En matière de femmes, il a « du goût pour la variété[32] ». De nombreux bâtards, mais pas d'enfant légitime, ce qui rend son frère Jacques héritier présomptif de la couronne. Scott fait apparaître un Charles beaucoup plus jeune dans Woodstock, dont l'action se situe en 1652.
- Colonel Geoffrey Peveril du Pic. Épiscopalien, soupçonné d'être secrètement catholique (sa famille l'était autrefois). « Un vieux Cavalier aussi honorable que quiconque a jamais su jurer, un des braves de Worcester, un homme qu'on trouvait partout où il y avait des coups à donner ou à recevoir[33] ! » Nommé juge de paix à la Restauration. A conservé les anciennes mœurs. Fier de petits avantages. S'irrite de petites contrariétés. Incapable de se former une opinion ou de prendre une décision qui ne soient marquées du coin de ses préjugés. Fier de sa naissance, prodigue dans sa manière de vivre. Hospitalier si l'on veut bien reconnaître la supériorité de son rang, il se montre fâcheux et querelleur envers quiconque prétend la contester. « Pas très bon juge des hommes et de leurs bizarreries[34]. » Franc et généreux. Bon pour les pauvres, à moins qu'ils n'exercent la profession de braconnier : il déteste les Têtes rondes, les braconniers et les presbytériens. Fougueux, impétueux, intrépide : un caractère bouillant et une résolution presque aveugle le font se précipiter toujours au-devant du danger. Impatient, irritable. Facilement porté sur la haine. Oublie trop facilement que Bridgenorth lui a sauvé la vie. Un franc-parler haut en couleur — réjouissant ou désastreux, selon que l'interlocuteur est une crapule ou un homme de cœur. N'a que mépris pour Geoffrey Hudson, son ancien compagnon d'armes, parce qu'il est un nain.
- Lady Margaret, sœur de feu James Stanley, 7e comte de Derby, seigneur de Man. Épouse de sir Geoffrey. Belle, aimable, pleine de grâce et de dignité. Un naturel soumis et affectueux. Ne contrarie jamais les fantaisies ni même les préjugés de son mari, pour peu qu'il lui laisse toute latitude dans les affaires plus importantes. Une affection sincère pour lui. Un jugement « exquis[34] ». Un ton calme, un air de douceur. Dans les circonstances difficiles, beaucoup de sang-froid, de présence d'esprit et de courage.

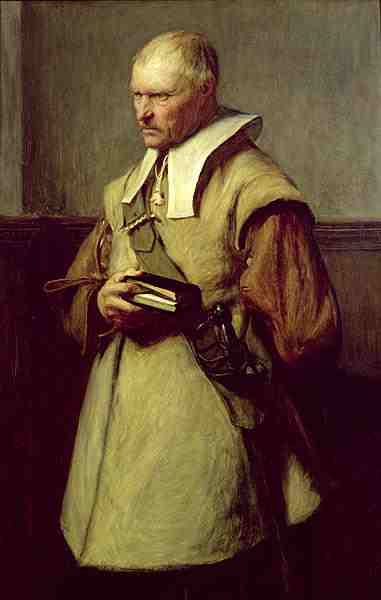
Un « Tête ronde ».

- Major Ralph Bridgenorth. Veuf d'Alice Christian, la sœur de feu le rebelle William Christian, dit Illiam Dhone. Zélé presbytérien. Tête-ronde, membre du comité des séquestres. « Imbécile puritain », selon Edward Christian. Juge de paix. Très riche. Généreux. Il est le voisin et l'ami de sir Geoffrey. Obtient la grâce de celui-ci après la bataille de Worcester. Une « face de vinaigre », « de gros sourcils cachés sous un chapeau à larges bords, et un squelette couvert d'un vieil habit noir ». Il a perdu ses six premiers enfants. Son épouse meurt en donnant le jour au septième, une fille, Alice. D'excellentes qualités. Cependant, ses nombreux malheurs domestiques et sa dévotion sincère — mais sombre et outrée — le rendent mélancolique et presque misanthrope. Un air d'indifférence et de gravité. Des principes rigoureux, des habitudes réservées. Prudent et circonspect. Opiniâtre. D'un caractère franc et sincère, aimant la vérité comme un quaker, il n'affecte jamais une délicatesse excessive. Des émotions fortes et profondes, plutôt que vives et violentes. En tant que presbytérien, il n'est pas ennemi de la monarchie. En tant que propriétaire, il craint le gouvernement militaire. Il n'est donc pas hostile au retour de Charles II, si celui-ci accepte de garantir au peuple les immunités et les privilèges pour lesquels le Long Parlement a d'abord combattu. Se rapprochant ainsi des idées de sir Geoffrey, Bridgenorth se laisse entraîner par lui au soulèvement de Penruddock, qui voit le parti presbytérien se joindre à celui des Cavaliers. Après 1660, pardonné par le roi, il est remis sur la liste des juges de paix. Pendant toutes ces années, son esprit a « chancelé entre son bon sens naturel et l'enthousiasme insensé de son siècle[35] ». Après son altercation avec sir Geoffrey, il change complètement. La religion lui a « tourné à moitié la tête[36] ». Relativement modéré jusque-là, il devient un independent fanatique, mais néanmoins plein d'honneur. Il en appelle à une guerre civile. Dans ces dérèglements, il garde une grande reconnaissance à lady Margaret, et il voit en Julian « le fils de cette femme rare ».
- Alice Bridgenorth, 21 ans en 1679, fille du major. Baptisée dans la foi de son père. Lady Margaret la soigne et l'élève, dans ses deux premières années. Un prodige de beauté[37]. Séduisante dans ses manières, « touchante par la simplicité et la pureté de ses pensées[38] ». Une vivacité spirituelle dans son enjouement, une sensibilité profonde dans sa gravité. Pour lord Saville, il ne s'agit que d'une « sotte scrupuleuse, n'ayant pas une idée[39] ». Selon son oncle Edward Christian, elle a « une vertu sauvage, car elle a été élevée à la mode de nos grands-mères[40] ».
- Julian Peveril, 24 ans en 1679, fils unique de sir Geoffrey et de lady Margaret. Anglican, comme ses parents. En vain la comtesse de Derby tente-t-elle de le convertir au catholicisme. Des traits qui n'offrent rien de remarquable, mais un air d'intelligence et des manières pleines d'aisance. Grave, une réputation de sagesse et de raison. Ardent, courageux. Bien que fils d'un Cavalier, bien qu'élevé chez la comtesse de Derby, il est « ennemi des prérogatives injustes et ami de la liberté du peuple[41] ». Généreux à l'égard de la sourde et muette Fenella, ne parlant d'elle que pour l'excuser ou la défendre. Il est déchiré entre deux clans ennemis : sa tante, la comtesse de Derby, a fait exécuter William Christian, l'oncle de la jeune fille qu'il aime.
- Révérend Nehemiah Solsgrace, pasteur presbytérien. « Vieux hibou puritain » qui a usurpé la chaire d'un ministre orthodoxe[42]. Brave homme au fond, mais cramponné aux préjugés les plus ridicules et aux dogmes les plus insignifiants de sa secte[43]. Une piété sincère.
- Richard Whitaker, vieil intendant de sir Geoffrey. Porté sur la bouteille et les jurons (ce qui permet, selon lui, de distinguer les Cavaliers des Têtes rondes, lesquels « ne savent que jeûner et prier[44] »). Bridgenorth l'a jadis fait jeter en prison pour avoir bu à la santé du roi.
- Docteur Dummerar, recteur épiscopal de Martindale-Moultrassie. Expulsé de son bénéfice par les républicains, sous les prétextes les plus absurdes. Un profond savoir. Habile au jeu de boule. Une conversation très gaie, en fumant la pipe et en vidant un pot de bière d'octobre. Compagnon des amusements et des dangers de sir Geoffrey. Un tempérament robuste, un cœur énergique.
- Jasper Cranbourne, vieux chevalier réputé pour sa bravoure, cousin de lady Margaret. Autant de bon sens que de courage. Orgueilleux, méprisant.
- Mistress Ellesmere, femme de confiance de lady Margaret. Médisante.
- Deborah Debbitch, gouvernante de Julian et d'Alice. Son père est un honnête fermier dont la famille occupe la même ferme depuis la bataille de Bosworth Field (22 août 1485). Volontaire, opiniâtre, coquette. Assez bonne personne. Prudente et considérée. La langue bien pendue. Une disposition à se révolter contre tout ce qui la contrarie. Insubordonnée vis-à-vis de mistress Ellesmere. Peu intelligente, selon Bridgenorth. « Aussi folle qu'ignorante », selon Julian. Des airs d'importance. Elle a « l'orgueil d'un cœur sordide ». Sans être précisément vénale, sans se laisser ouvertement corrompre, elle est attachée aux profits qu'elle peut tirer de sa place, elle ne dédaigne pas les petits égards, les petits compliments, les petits présents, et se laisse, peut-être à son insu, détourner du sentier de ses devoirs. En 1660, elle a environ 30 ans, elle est leste et fringante, fière de sa bonne mine. Dix-neuf ans plus tard, elle a « un embonpoint remarquable ».
- Lance Outram, neveu de mistress Ellesmere, jeune garde forestier qui plaît beaucoup à Deborah. Sa famille sert les Peveril depuis plus de quatre générations. Vaniteux. Impertinent. Entreprenant, fidèle. En 1660, il a une taille leste et dégagée, des joues vermeilles. Dix-neuf ans plus tard, l'ale a arrondi sa taille, l'eau-de-vie a communiqué le vermeil des joues à son nez. Malgré cela, il dédaigne maintenant la riche Deborah. Il est attiré par les jambes fines de la jeune Cis, qui n'a pas un sou.

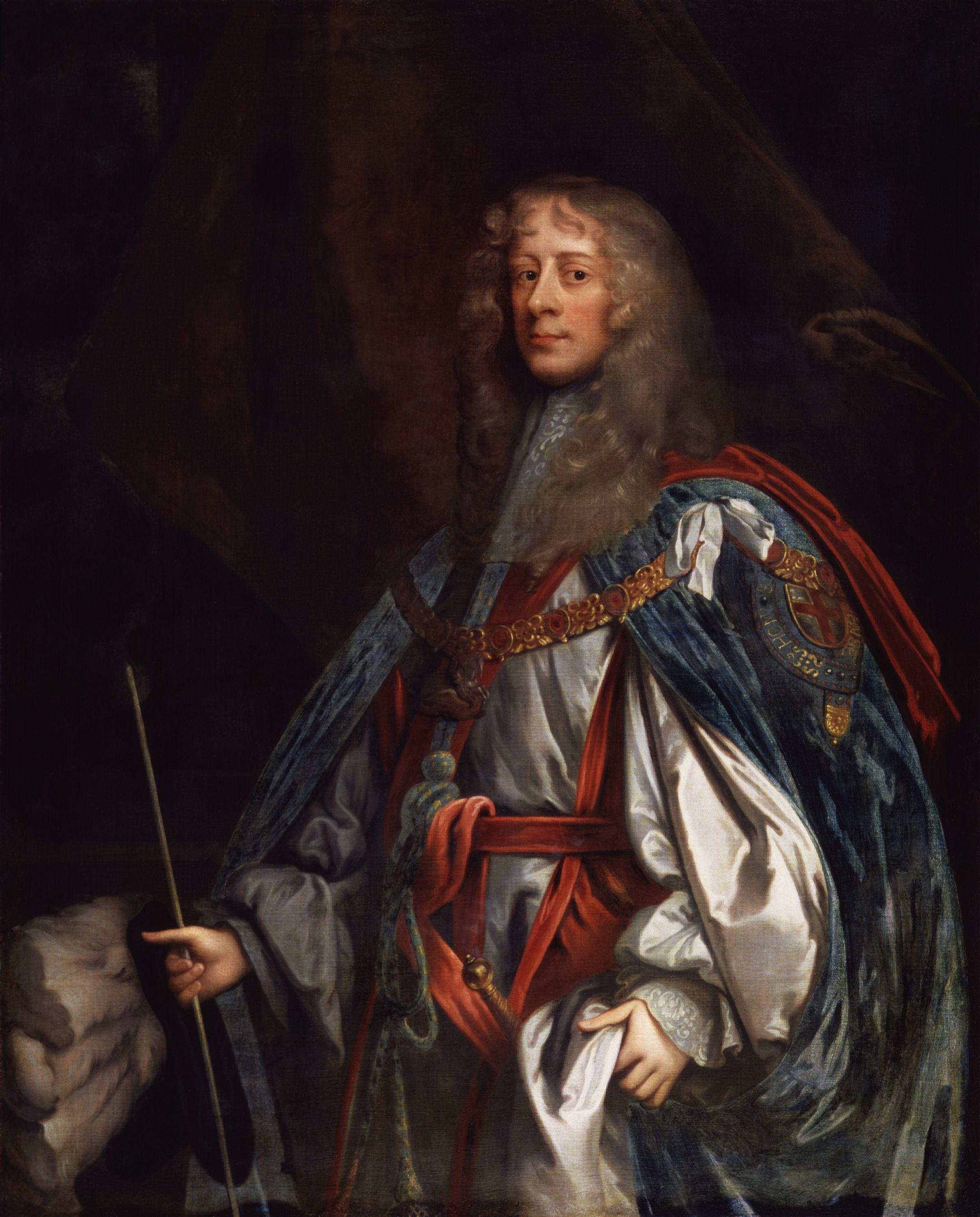
James Butler, duc d'Ormonde (d'Ormond, dans le livre).

- Charlotte Stanley, comtesse de Derby, reine (souveraine feudataire[45] au nom de son fils) de l'île de Man, née Charlotte de La Trémoille (prononcé La Trémouille). Veuve depuis 1651 de James Stanley. Personnage historique (1599-1664). Droite, bien faite, majestueuse. Esprit ambitieux et entreprenant. Un caractère mâle. Une libre franchise, un langage énergique. Vaniteuse, hautaine, méprisante, impérieuse, véhémente. Romanesque. Avide de cette « gloire qui s'attache à la constance dans le malheur[46] ». Selon Bridgenorth, son zèle frénétique pour le pouvoir a « presque causé la ruine entière de l'île[47] ». Expéditive dans sa manière de résoudre les difficultés : elle fait conduire les gens dans la cour du château, pour y être fusillés. Elle a l'humanité de prendre à son service la sourde et muette Fenella, mais en « assaisonnant sa charité de brocards[48] », croyant que Fenella ne les entend pas.
- James Butler, duc d'Ormond. Personnage historique. Un haut rang, du mérite et des vertus. Noble et fidèle serviteur de Charles Ier, il a rendu bien des services à la cause royale pendant la grande guerre civile. Face à lui, Charles II se sent en état d'infériorité morale[49]. Ennemi déclaré, constant et presque mortel de Buckingham.
- Le chancelier Harry Bennet, comte d'Arlington. Personnage historique. Un air grave, une démarche lourde, ne disant que des sottises, selon Buckingham.
- George Villiers, 2e duc de Buckingham, dit « le duc des Bucks » (le duc des libertins). Personnage historique, le même que dans Le Vicomte de Bragelonne d'Alexandre Dumas. Bel esprit. Le plus licencieux et le plus élégant des licencieux et des élégants qui composent la cour joyeuse de Charles II. Parfois le rival galant du roi. Il fait enlever Alice « plutôt par esprit de contradiction que par une passion véritable[50] ». Une fortune de prince, une excellente constitution, des talents du premier ordre. Il compromet tout cela pour se procurer de frivoles plaisirs. Hautain. Possédé du démon de la contradiction, il ne peut résister à l'envie de placer un sarcasme, au mépris des convenances, et même contre son intérêt. L'intrigant le plus entreprenant et le plus dangereux de son temps. Quantité d'affaires amoureuses sur les bras. Toujours engagé dans les détours d'une mystérieuse politique. Aussi capricieux dans son humeur que dans ses goûts. Rien ne lui plaît tant que la nouveauté. Pour lui, tout ce qui fait le prix d'une intrigue est l'éclat qu'elle provoque. Aime les difficultés « dans les affaires d'État comme dans celles d'amour ». Pour satisfaire le caprice d'un moment, n'hésite pas à faire échouer les projets importants auxquels il travaille. Semble même trouver du plaisir à les faire échouer, comme un enfant qui casse un jouet « ou comme un homme qui met le feu à sa maison à demi construite ». Introduit le chaos dans tout ce qui le concerne. Imprudent, versatile, inconséquent. Impatient, irrégulier en tout. Une légèreté présomptueuse, un esprit inconstant. Actif et entreprenant il ne se satisfait jamais d'un seul projet. Qualifie lui-même sa tête de « girouette ». Change sans cesse d'opinion, et en donne toujours d'excellentes raisons. De grandes idées, mais qui avortent, faute d'argent ou faute de stabilité d'esprit. De grands talents mal employés, devenus plus nuisibles qu'utiles à la société. Certes, il conçoit des desseins plus profonds et plus étendus. Mais il lui manque, pour les réaliser, un but fixe et de la persévérance[51]. Fenella lui dit qu'il est noble, bien fait, généreux, bien mis (ce qui fait honneur à son tailleur), gai, brave, spirituel, mais qu'il n'a ni tête ni cœur : sa tête est troublée par la folie, son cœur est perverti par l'égoïsme. Elle le trouve méprisable, « un misérable voluptueux ne sachant ce qu'il doit faire[52] ». Convoqué devant le roi, il justifie son retard par le fait qu'il était en pleine orgie (sa femme est morte deux jours plus tôt).
- Philip Stanley, fils de feu James Stanley et de la comtesse Charlotte, nouveau comte de Derby. Personnage fictif. Compagnon d'études de Julian. D'un caractère plus léger et plus versatile que celui-ci. Un air de bonté. Ni bas ni égoïste, selon sa mère. Une tête vide, selon Bridgenorth. Aussi insignifiant que le panache qui flotte sur son chapeau, selon Fenella. N'a pas le caractère chevaleresque de son père. Se disant lui-même « roi fainéant », il laisse gouverner le « maire du palais » (la comtesse).
- Maître Joachim Win-the-Fight, procureur de Chesterfield. Un air toujours sombre, important, mystérieux.
- Fenella, dite « le lutin de la comtesse », jeune sourde et muette, suivante favorite de la comtesse de Derby. Elle est appréciée également de Philip et de Julian. Si le comte lance des plaisanteries à son égard, Julian ne se le permet pas. Elle est amoureuse de lui. De petite taille. Jolie. Plus de singularité que de beauté, un charme étrange, une physionomie expressive. De grands yeux noirs, vifs, perçants. Agile comme un chat, méprisant le danger, elle peut voltiger en équilibre sur les remparts. « Un esprit subtil, une intelligence admirable[53]. » Mais un caractère bouillant et irascible. Des manières hautaines, une humeur capricieuse, des accès de colère presque effrayants. Les habitants de l'île de Man, portés à la superstition, voient en elle une fille de lutins substituée à un enfant humain avant son baptême. Elle ne serait sourde et muette qu'à l'égard des humains, et aurait été surprise à rire et parler avec ceux de race. Elle aurait un double dormant sagement près de la comtesse, tandis que la vraie Fenella irait chanter au clair de lune avec les sirènes ou danser avec les fées. Les soldats l'auraient vue la nuit passer près d'eux, sans qu'ils puissent lui adresser un seul mot. D'ailleurs, elle porte toujours une robe de couleur verte, la couleur que les fées affectionnent. Se prétend supérieure aux passions humaines, peut « voir indifféremment les grands dans leurs salons, les captifs dans leurs cachots, sans prendre part aux plaisirs des uns, sans compatir aux souffrances des autres[54] ». Elle séduit non seulement le roi, mais Buckingham, qui en parle comme d'un « être d'air et de feu », comme d'une « peri orientale, qui entre dans un appartement par le trou de la serrure, et qui s'envole par la croisée », comme d'une « houri aux yeux noirs du paradis de Mahomet ». Elle se présente à lui sous son vrai nom de Zarah, enchanteresse de profession, née en Mauritanie.

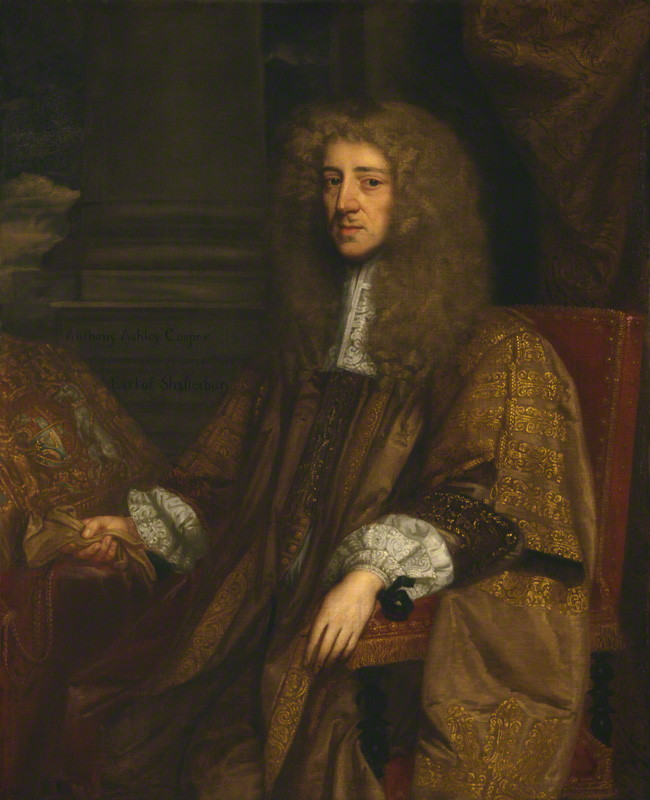
Le comte de Shaftesbury, au centre des intrigues anti-catholiques.

- Docteur Titus Oates, ecclésiastique anglican, un moment catholique. Personnage historique. Il a inventé de toutes pièces le complot papiste. Considéré comme le « sauveur de la nation[55] », il a un logement au palais de Whitehall, où on le sert dans de l'argenterie. Le fauteuil d'évêque de Lichtfield lui est promis. Affecte beaucoup de dignité dans sa mise et dans toutes ses manières. Une prononciation affectée. D'une impudence imperturbable, il table sur la crédulité du peuple pour tout ce qui est effrayant et terrible. De caractère colérique. Gonflé d'insolence et de vanité. Un extérieur aussi sinistre que l'intérieur.
- Anthony Ashley-Cooper, comte de Shaftesbury, dit « le petit Anthony ». Personnage historique, « le politique et l'intrigant du siècle[56] ». Jouit d'un grand crédit auprès de Charles II. L'un des créateurs de la prétendue conspiration papiste[57]. Il n'apparaît pas dans le roman, mais les personnages le placent au centre des intrigues anti-catholiques.
- Dickon (Richard) Ganlesse, de son vrai nom Edward Christian, dit « Ned de l'île ». Scott doit faire une mise au point : il ne s'inspire pas du personnage historique de ce nom, mort en 1661, cousin éloigné de William Christian. Il s'agit ici d'un « simple personnage d'imagination[58] », dont l'auteur fait le frère cadet de William Christian — et par conséquent l'oncle d'Alice. Son nom vient de celui d'un obscur complice de Thomas Blood impliqué dans une conspiration contre Buckingham. Scott dit n'avoir jamais tracé de portrait dont les défauts fussent rachetés par aussi peu de qualités[59]. Un air sans prétention, une tournure négligée, de l'égalité d'âme. De l'aisance, de la confiance, de l'indifférence : il semble s'élever au-dessus de tous les dangers qui l'entourent. Un sang-froid insolent. S'arroge dans la conversation une supériorité hautaine. Élevé comme son frère dans les principes des puritains, il semble strictement attaché à ces opinions : il affiche un extérieur de rigorisme et de gravité qui lui vaut le respect et la déférence de ceux de son parti (qui ne sont peut-être pas dupes, mais qui ferment les yeux quand on sert leurs intérêts). Il est en réalité un voluptueux, ce qui lui permet de servir d'agent de liaison entre les puritains et des libertins comme Buckingham, quand ceux-ci ont besoin de l'appui des premiers contre leurs ennemis de la cour. « Misérable profondément dépravé[60]. » Insensible, un infâme égoïsme. Une âme froide, selon Buckingham, un scélérat, un « abominable et damné libertin[61] ». Le désir de vengeance (il veut venger la mort de son frère) paraît être la seule passion qui l'anime. Encore cette passion n'est-elle pas dépourvue d'égoïsme, puisqu'en s'y livrant il travaille à rétablir sa fortune. Fenella, qui le croit son oncle (il est son père), l'a d'abord admiré pour sa force d'esprit, pour son empire sur ses passions, pour son intelligence qui lui permet de manipuler autrui. Mais elle le méprise lorsqu'elle découvre qu'il est animé par la soif de richesses. Elle finit par comprendre que c'est lui qui l'a vendue comme esclave à un jongleur, comme il vend Alice à Buckingham. « Le modèle des oncles et des tuteurs », raille Buckingham : peu lui importe que sa nièce se tire d'affaire pure ou souillée, pourvu qu'elle soit le marchepied de sa fortune[62]. Selon Bridgenorth, le mal est tellement son élément qu'il lui est égal que ce soit un ami ou un ennemi qui souffre.
- Charles Topham, huissier de la verge noire dont la respiration sonore annonce en même temps « l'embonpoint et l'importance ». Stupide, mais de la droiture et de bonnes intentions.
- Capitaine Dangerfield, scélérat audacieux, infâme faux témoin accompagnant Topham. Une paire de moustaches formidables, le nez rouge, un habit galonné montrant la corde. Ne cesse de jurer, même quand il ne s'agit pas de produire de faux témoignages.

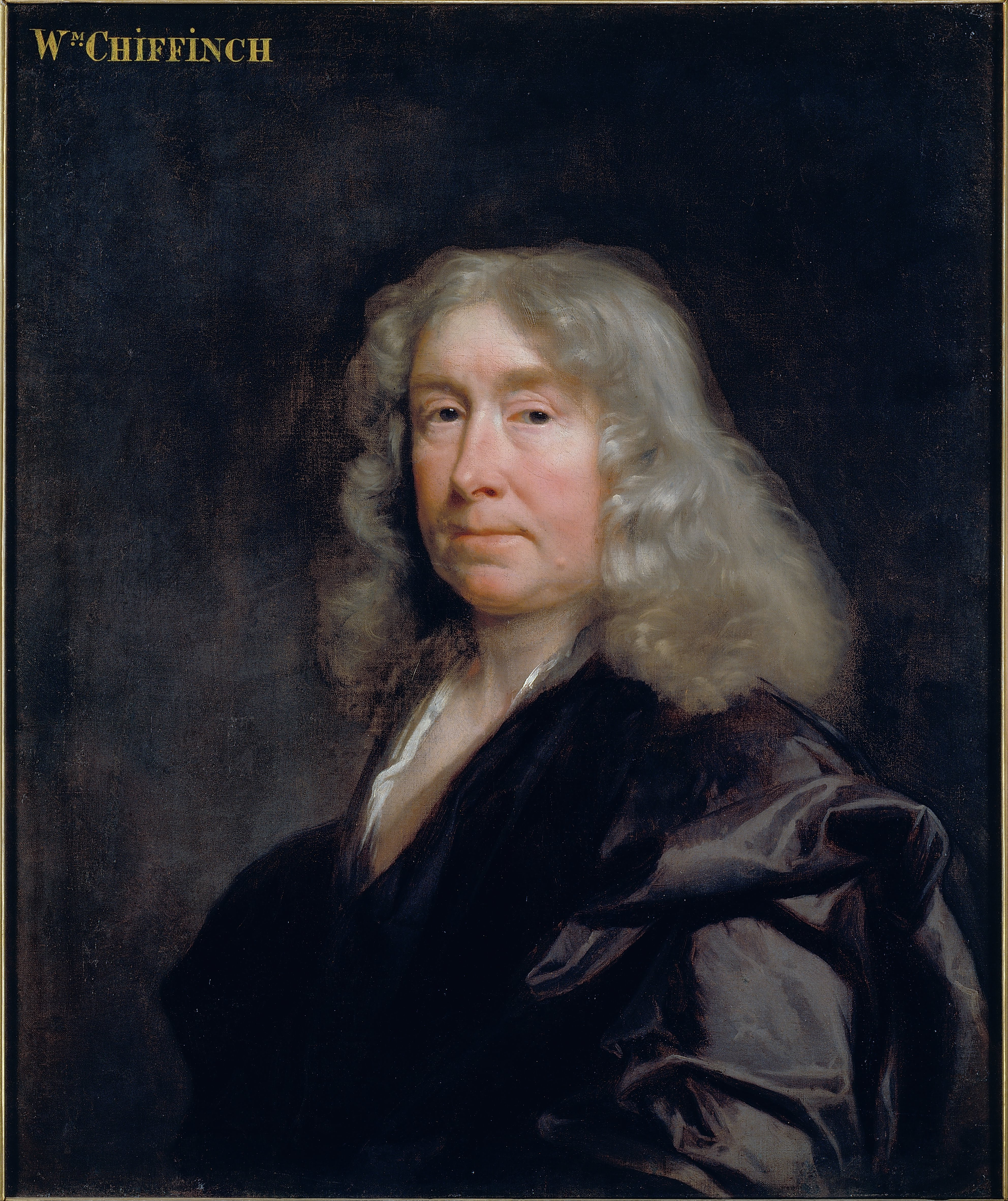
William Chiffinch, pourvoyeur des plaisirs du roi.

- Everett, faux témoin accompagnant Topham. Doucereux. Hypocrite précis. Encore plus à craindre que Dangerfield. Il n'hésite pas à faire passer pour des chasubles de vieux vertugadins de la grand-mère de sir Geoffrey, et pour un missel un exemplaire de Till Ulenspiegel. S'embrouille parfois, et produit des versions différentes de ses faux témoignages. Mais Dangerfield accourt à son secours, prenant aussitôt l'une des versions à son compte.
- William Smith, de son vrai nom Chiffinch, pourvoyeur des plaisirs de Charles II. Belle taille, bonne mine. Bon vivant aimant à régaler autrui. Raffiné, frivole. Fin connaisseur en cuisine, en beauté féminine et en vins. N'hésite pas à égorger le rustre qui se nourrit de façon commune. Trop bavard, surtout quand il a bu, ce qui lui arrive très souvent. Bien que lord Saville l'appelle Tom, il ne s'agit pas du personnage historique Thomas Chiffinch (1600-1666). Scott s'inspire plutôt du frère et successeur de ce dernier, William Chiffinch (1602-1691), page de la chambre de Sa Majesté et gardien du cabinet privé du Roi[25].
- Chaubert, cuisinier français de Chiffinch. Pour annoncer que le souper est prêt, il joue sur son luth Réveillez-vous, belle endormie.
- Nell, servante de sir Geoffrey. Pas plus de courage qu'une poule. A peur de son ombre au clair de lune.
- Cisly Sellok, dite Cis, servante de sir Geoffrey, gaillarde résolue. Sait distinguer un daim d'un bouvreuil. A gagné le prix de course à pied à Ahsbourne. Selon Lance Outram, « jamais meilleure coureuse n'a fait tomber la rosée des marguerites. »
- Le vieux Gaffer Ditchley, porte-parole des mineurs de Bonaventure. Quand ils se mutinent parce que sir Geoffrey ne les paie pas, les mineurs sont disposés à se battre, peu importe contre qui — peu importe que ce soit pour défendre sir Geoffrey contre Bridgenorth[63]. D'ailleurs, Bridgenorth n'a-t-il pas fait fermer une mine sous le prétexte qu'elle ne rapportait rien[64] ?
- Lord Saville, courtisan. « Une véritable belette, pour sucer le jaune des secrets des autres. » Ancien avocat. « Élégant du dernier goût. » Parfumé. Une jambe fort bien faite, qu'il étale avec complaisance sur un tabouret, et sur laquelle il jette de temps en temps « un regard de satisfaction[65] ».
- William Scroggs (en), Lord Chief Justice, « de honteuse mémoire[27] ». Personnage historique.
- Louise de Querouaille, duchesse de Portsmouth, dite « la grande dame », favorite de Charles II et agent secret de Louis XIV. Personnage historique. La femme la plus orgueilleuse de la cour. Sa cupidité, son caractère dominant, ses fréquents accès de mauvaise humeur commencent à fatiguer le roi, qui ne la garde que par force de l'habitude. Française et catholique, elle est très impopulaire à l'époque du complot papiste. Elle est hostile au changement de gouvernants que Shaftesbury veut amener. Elle n'apparaît pas dans le roman, elle est évoquée par les personnages. Soupirant éconduit, Buckingham ne l'appelle que « vile courtisane », « misérable fille de joie française » ou « louve des Gaules »[66].
- Tom Jerningham, gentilhomme de service du duc de Buckingham, son confident, son homme de confiance, voire son homme de main : « Je suis tellement satisfait de votre conduite dans cette affaire, Jerningham, que si Satan lui-même se présentait à moi et m'offrait le meilleur de ses diables pour vous remplacer, je ne serais pas exposé à une grande tentation[67]. »
- Kate, dite mistress Chiffinch, maîtresse de Chiffinch. Créature obligeante, disposée « à remplir tous les devoirs d'une épouse, sans s'assujettir à une cérémonie incommode et à des nœuds indissolubles[68] ». Tient sur le parc de Saint-James une sorte de bordel royal où Charles II, fuyant le mauvais caractère de Louise de Querouaille, vient se détendre — et aussi régler les plus importantes affaires de l'État. Approche de la trentaine. De l'embonpoint. De la médisance. Une élégance outrée. Serait jolie sans son excès de maquillage. Affectée. Un caractère grossier, qu'elle cache sous de grands airs de protection et de condescendance : cherche par mille manières à faire sentir sa supériorité. Des minauderies, des grâces langoureuses. Polie et caressante, par nature autant que par politique.
- Empson, joueur de flageolet de grand talent et de grande réputation. Il dit avoir fait danser le vieux conseiller Clubfoot pendant une attaque de goutte, et pouvoir faire danser une courante à l'archevêque de Canterbury. Porté sur la bouteille. Impertinent, un ton grossier, des airs de prétention.
- Jack Jenkins, spadassin de Buckingham, maître d'armes réputé.
- Maître Maulstatute, juge de paix, pieux protestant. Des intentions pures, un talent borné, un caractère timide. Une haute idée de l'importance de sa place. Une opinion encore plus élevée de celle de sa personne. Depuis le meurtre de sir Edmondbury Godfrey (en), il se croit en permanence épié par quelque papiste cachant un poignard. Un matin, il prend sa cuisinière tenant un briquet pour un jésuite armé d'un pistolet. Protégé chez lui comme au tribunal par un fort détachement de milice. Rapière, poignard, fléau, pistolets à portée de main, ce petit homme tout rond siège engoncé dans une armure de soie, recouverte de vêtements ouatés, le nez émergeant d'un casque de soie — ce qui le fait ressembler à l'enseigne du Pourceau armé. Une forte grille de fer le sépare du prévenu.
- Le clerc de maître Maulstatute. Armé d'une rapière et de deux longs pistolets d'arçon. Son accoutrement ne lui permettant pas de caler sa plume derrière l'oreille selon l'usage, il la plante au sommet de son vieux casque, tel un panache.
- Le capitaine de la prison de Newgate. Sorte de grosse araignée semblant tirer tous ses sucs nourriciers de l'air fétide des cachots. Monstre d'obésité, un air repoussant : des traits sourcilleux, un teint blafard, des membres enflés et disproportionnées, un ventre énorme…
- « Sir » Geoffrey Hudson (en), 60 ans, jadis le nain d'Henriette de France. Personnage historique. Charles Ier lui avait conféré le titre de chevalier par une sorte de plaisanterie. A reçu une commission de colonel de grenadiers. Catholique. Incarcéré par soupçon d'implication dans le « complot papiste ». Assez bon vivant. Fin cuisinier. Pour une raillerie, il provoque en duel un ami, et le tue. « Modèle d'absurdité », mais « une grande âme dans cette petite boîte », « un vrai don Quichotte, format in-32, pour manier son épée et garder sa parole[69] ». Un cœur sensible, de la noblesse de sentiments. Très bavard. Intarissable sur la guerre, l'amour des dames et la splendeur de la cour. Mais se hasarde aussi dans la théologie et « dans les labyrinthes obscurs de la mysticité[69] ». Se rend ridicule par des airs d'importance et par la crainte d'être méprisé. Se met en valeur avec beaucoup de complaisance. Laisse entendre que certaines dames le dédommageaient des plaisanteries qu'elles se permettaient à son sujet. Capturé par un corsaire de Salé, retenu en esclavage au Maroc, il dit avoir accompli des prodiges de galanterie dans le harem du sultan. Mais le bruit court parmi les officiers de la garnison de Tanger qu'il se contentait de couver des œufs de dinde. Charge à Newberry, à la tête de sa compagnie, au côté du prince Rupert. Ancien compagnon d'armes de sir Geoffrey. Ils ont chargé ensemble à Naseby et à Wigan Lane — ce dont sir Geoffrey, plein de mépris, ne daigne pas se souvenir.

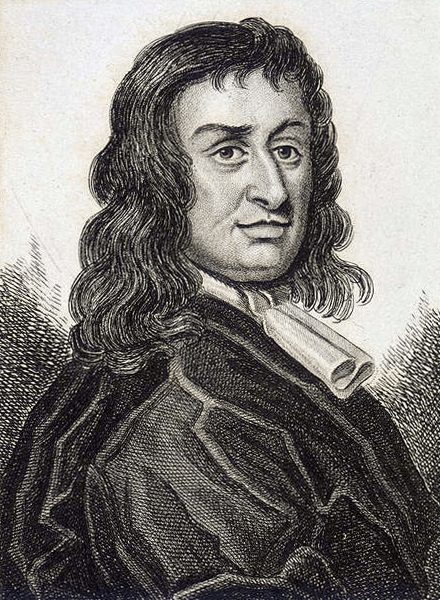
Thomas Blood, aventurier crapuleux.

- Coleby, un vieux garde respectable de la tour de Londres. Taciturne, bourru. Il est en réalité le major Coleby, vieux Cavalier oublié qui a combattu à Worcester avec ses quatre fils et ses 150 hommes.
- Colonel Thomas Blood. Personnage historique ayant tenté de voler la couronne royale. Une figure sinistre. Raide et grave. Auteur d'un témoignage écrit accréditant la rumeur d'un complot papiste. Impudent, insensible. Considéré comme un monstre de scélératesse, capable de tous les crimes. Voleur, assassin, hypocrite en religion, brigand « qui couperait la gorge à son frère[70] ». Il a tenté de faire pendre le duc d'Ormond (Buckingham étant soupçonné de l'avoir payé pour cela).
- Dame Dowlas, vieille geôlière d'Alice chez Buckingham. Portée sur la dévotion et l'eau-de-vie.
- La reine Catherine. Ayant pris son parti des infidélités du roi, elle ne montre plus depuis longtemps le moindre sentiment de jalousie.

## Thèmes principaux

### La tolérance et le juste milieu
Scott renvoie dos à dos deux archétypes d'intolérant : le Cavalier méprisant, pétri de préjugés (sir Geoffrey) et le Tête ronde finissant par sombrer dans le fanatisme (Bridgenorth). Leurs deux égarements d'esprit seraient simplement pittoresques ou ridicules, s'ils n'étaient la cause des violences ayant ensanglanté le pays pendant neuf ans. Julian aime les deux hommes. Mais il se tient à distance de leurs positions extrêmes. Julian, dans la tradition du « héros » scottien, incarne le bon sens, la tolérance, le juste milieu.

### L'ingratitude
- Sir Geoffrey pousse loin l'ingratitude en humiliant son ami, le major Bridgenorth, qui lui a jadis sauvé la vie.
- Charles II omet de récompenser les Cavaliers qui ont tout perdu en combattant pour la cause royale.
- L'ingrat Charles II ne manque pas de reprocher à Buckingham son ingratitude, quand il découvre que cet homme qu'il a comblé de bienfaits a comploté contre lui.

### La vengeance
« Nulle passion, dit Buckingham, n'enflamme l'esprit comme l'amour de la vengeance. »
- C'est par vengeance que la comtesse de Derby fait condamner et exécuter William Christian, au mépris de l'amnistie décidée par le roi.
- C'est pour venger la mort de son frère, et nullement par conviction religieuse qu'Edward Christian intrigue aux côtés des puritains.
- C'est pour exciter en elle un désir de vengeance à l'égard de la comtesse qu'Edward Christian fait croire à Fenella qu'elle est la fille de William.
- C'est, semble-t-il, pour se venger de sir Geoffrey que le major Bridgenorth s'implique dans la cabale anti-catholique : on est tenté de voir un Bridgenorth vengeur dans le magistrat sévère qui fait arrêter sir Geoffrey, dans le créancier rigoureux qui consomme sa ruine. Cependant, son attitude est quelque peu nuancée. Le major garde le souvenir nostalgique du temps où son ami venait chaque jour lui donner des nouvelles de la petite Alice. Il précise qu'il ne triomphe pas de la ruine de sir Geoffrey : « Il était juste qu'il fût abaissé. Je puis humilier son orgueil, mais, si cela dépend de moi, je ne verrai pas la ruine de sa maison[72]. » Il tient d'ailleurs parole, moins par égard pour sir Geoffrey que par estime (pour ne pas dire plus) pour l'épouse de celui-ci.
- Buckingham veut se venger de Louise de Querouaille, qui l'a un jour repoussé sans ménagement ; c'est ce qui le détermine à entrer dans le complot dirigé contre elle. Puis il accepte de s'allier à elle, pour se venger des grands airs de Christian.
- C'est pour se venger du refus mortifiant du roi de lui accorder la main de lady Anna, et aussi pour se venger de « ces rats du conseil privé » qui l'ont supplanté dans son crédit auprès de Charles II, que Buckingham se dispose à commettre un crime de haute trahison.

## Accueil
Les commentateurs de l'époque sont aussi divisés que lors de la parution du roman précédent, Les Aventures de Nigel. Certains sont très favorables, comme l'Edinburgh Magazine et le British Critic. D'autres dénoncent une trame décousue, une intrigue embrouillée, du délayage, de la confusion — voire de l'impiété ou de la grossièreté. Scott est accusé de ne plus travailler que pour l'argent. Et le prix des inhabituels quatre volumes est jugé exorbitant. Mais le livre connaît un succès commercial comparable à celui des autres romans de Scott.
Pour Laffont et Bompiani, « c'est une œuvre compliquée et l'un des moins bons romans de l'auteur ». Pour Henri Suhamy il s'agit du plus terne des romans de Scott. Suhamy ne juge pas le texte « positivement mauvais » : « Ses adeptes y retrouvent la voix d'un narrateur aimé, son humour, sa sagesse tranquille, les coloris de sa palette… » Mais il qualifie les péripéties de « rocambolesques » avant la lettre : ces enchaînements d'épisodes annonceraient le roman-feuilleton, et notamment Alexandre Dumas.
Scott prétend d'abord que le personnage de Fenella, suivante sourde et muette de la comtesse de Derby, est inspiré de Mignon (de), personnage des Années d'apprentissage de Wilhelm Meister, le roman de Goethe. Mais Goethe, lecteur enthousiaste de Scott, ne reconnaît pas son personnage dans Fenella. Scott se range finalement à son avis.

## Premières traductions en langue française
- Peveril du Pic, traduit de l'anglais par le traducteur des romans historiques de Walter Scott (M. Auguste-Jean-Baptiste Defauconpret), Paris, Charles Gosselin, 1823, 5 vol. in-12.
- Peveril du Pic, trad. Albert de Montémont, Paris, Aubrée, 1831, in-8[78].

Peveril du Pic n'a pas été réédité en français depuis 1891.

## Postérité

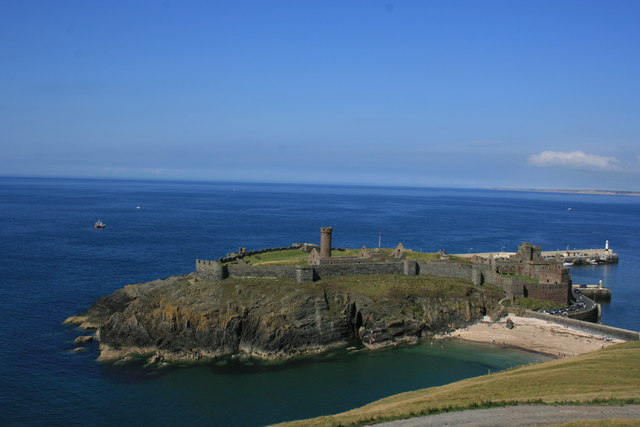
Le château de Peel, sur l'île de Saint-Patrick, et la plage de Fenella.

- Le nom de Fenella est donné à une muette, personnage central d'un opéra d'Auber, sur un livret de Scribe et Delavigne, La Muette de Portici, créé le 29 février 1828 à l'Opéra Le Peletier, à Paris. Mais l'intrigue a très peu de rapports avec celle du roman de Scott[77].
- En 1861, Peveril du Pic est le dernier récit lu par la reine Victoria et la princesse Alice au prince Albert, sur son lit de mort. La reine laisse un signet à l'endroit où la lecture s'est arrêtée, à l'ouverture du chapitre V[79],[80].
- Le nom de Fenella est donné à une plage située au pied du château de Peel[81], château où se retranchent la comtesse de Derby et son fils pour prévenir une insurrection méditée par Edward Christian et Bridgenorth.